# Poel (water)

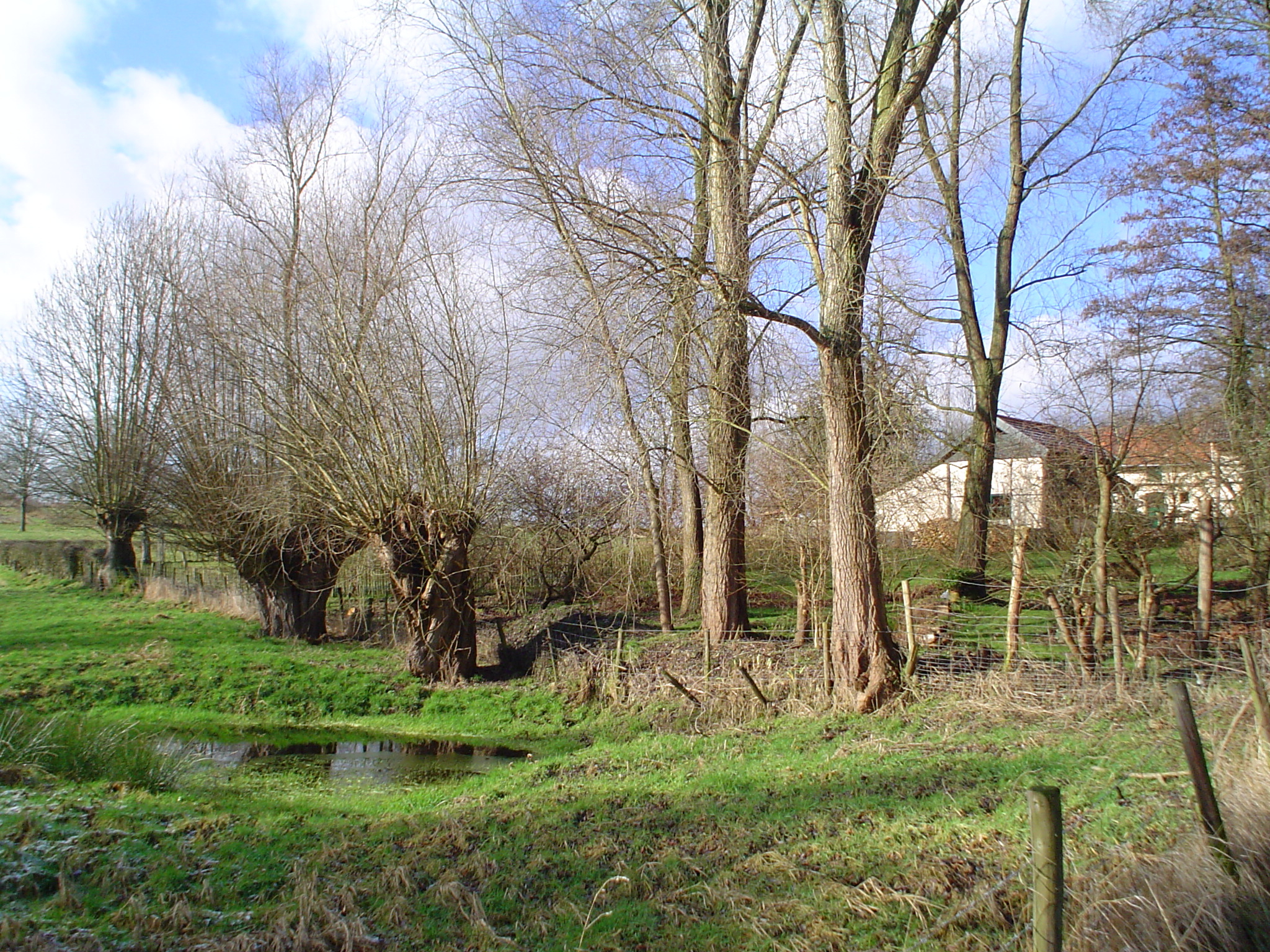
Poel als wateropslag en drinkplaats

Een poel is een omsloten stilstaand en ondiep oppervlaktewater. Poelen ontstaan als hemelwater zich in een laagte verzamelt of worden gegraven. Ze waren van oudsher in gebruik voor verschillende doeleinden zoals drinkplaats voor vee en opslag van bluswater.
Ook werden poelen gegraven om de waterhuishouding te regelen voor omliggend landbouwland. Bij overvloedige regenval werd er water in opgevangen zodat het weglopende water de landbouwgrond minder erodeerde, en er werd meteen een reserve opgebouwd voor bevloeiing tijdens droge periodes. Kleinschalige turfstekerij en de winning van ijzeroer liet ook ondiepe poelen na. IJzeroer werd ook wel 'poelerts' genoemd. Andere poelen, meestal langwerpig, groef men in sommige streken om medicinale bloedzuigers te kweken. Ook kraters van bombardementen zijn soms als poel in het landschap achtergebleven.
Poelen hebben landschappelijke waarde en worden ook wel (her-)aangelegd als broedplaats voor amfibieën en insecten zoals libellen. Een paddenpoel is een water met een bij uitstek voor amfibieën geschikt biotoop. Overheden bieden bij het herinrichten van landschappen soms ondersteuning voor de aanleg van poelen.
In grote delen van Nederland spreekt men eerder van een dobbe, in kust- en poldergebieden duidt men omsloten wateroppervlakte vaak aan als kolk.